# Annabelle : un amour de petite vache
Pour plus de détails, voir Fiche technique et Distribution.
Annabelle : un amour de petite vache est un film de Noël américain réalisé par Roy Wilson en 1997.

## Synopsis
Pendant la nuit de Noël, un jeune garçon muet, Billy, vivant avec son grand-père à la ferme, reçoit comme cadeau une petite vache prénommée Annabelle, qui a la capacité de parler et aspire à devenir un des rennes du traineau du Père Noël. Un lien d'amitié et d'amour fort va naitre entre eux.

## Distribution
- Randy Travis : Billy adulte / Narrateur
- Hari Oziol : Billy enfant
- Kath Soucie : Annabelle
- Jerry Van Dyke : Grand-père Baker
- Jim Varney : Mr. Gus Holder
- Rue McClanahan : Scarlett
- Cloris Leachman : Tante Agnes
- Beth Nielsen Chapman : Emily adulte
- Aria Noelle Curzon : Emily
- James Lafferty : Buster
- Charlie Cronin : Bucky
- Jennifer Darling : Star
- Clancy Brown : Avocat / Sheriff
- Stu Rosen : Docteur
- Jerry Houser : Slim
- Brian Cummings : Brewster
- Mary Kay Bergman : Hens
- Tress MacNeille : Hens
- Kay E. Kuter : Père Noël
- Steve Mackall : Owliver
- Jay Johnson : Ears

## Critique
Lynne Heffley du Los Angeles Times a fait l’éloge de la narration de Holt, de la partition et des chansons de Travis, ainsi que du « doux message d’amour désintéressé » du film.
Andrea Higbie du New York Times a qualifié le personnage d’Agnès de version du film de Cruella d'Enfer écrivant que le film plairait aux jeunes téléspectateurs.